# إس. ك. أزولاي
إس. ك. أزولاي (بالعبرية: שי אזולאי‏) هو مترجم وكاتب إسرائيلي، ولد في 24 ديسمبر 1979 في تل أبيب في إسرائيل.

## وصلات خارجية
- الموقع الرسمي